# Eidoreus minutus
Eidoreus minutus is een keversoort uit de familie zwamkevers (Endomychidae). De wetenschappelijke naam van de soort werd in 1885 gepubliceerd door David Sharp.